# Stalybridge
Stalybridge – miasto w Wielkiej Brytanii, w Anglii, w regionie North West England, w hrabstwie Wielki Manchester. W 2001 r. miasto to zamieszkiwało 22 568 osób.
W tym mieście ma swą siedzibę klub piłkarski Stalybridge Celtic F.C., a także dwa kluby krykietowe - Stayley Millbrook C.C. oraz Stalybridge St Pauls C.C.